# Sanyo Shinkansen

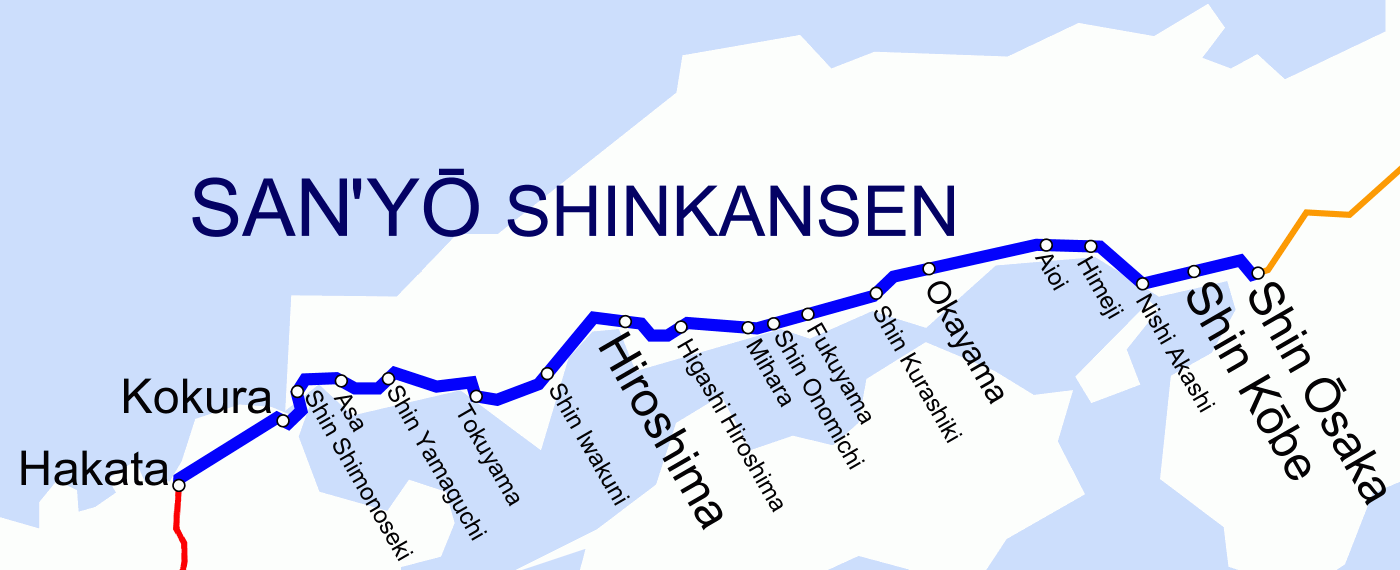
Kaart van de Sanyo Shinkansen- lijn

Sanyō Shinkansen (Japans: 山陽新幹線 ; San'yō Shinkansen) is een hogesnelheidslijn van het Shinkansennetwerk in Japan. Hij verbindt de steden Osaka (Station Shin-Osaka) en Fukuoka (Station Hakata) met elkaar. De lijn bedient ook enkele andere grote steden in het westen van Honshū en Kyūshū, met name Kobe, Himeji, Okayama, Hiroshima en Kita-Kyūshū. De lijn wordt uitgebaat door de West Japan Railway Company en sluit aan op de hogesnelheidslijn van de Tōkaidō Shinkansen die Osaka met Tokio verbindt. De Sanyō Shinkansen overbrugt de afstand tussen Hakata en Osaka in 2,5 uur. Het is een van de snelste treindiensten ter wereld met een maximale kruissnelheid van 300 km/u. Sommige van de Nozomitreinen rijden zowel op de Sanyō als de Tōkaidō Shinkansen-lijnen. Deze rechtstreekse verbinding tussen Tokio en Hakata duurt vijf uur.
Hakata vormt het eindstation van het Shinkansen-netwerk. Vanaf 2013 zal de Kyūshū Shinkansen, die nu maar ten dele operationeel is, Hakata met Kagoshima verbinden.

## Geschiedenis

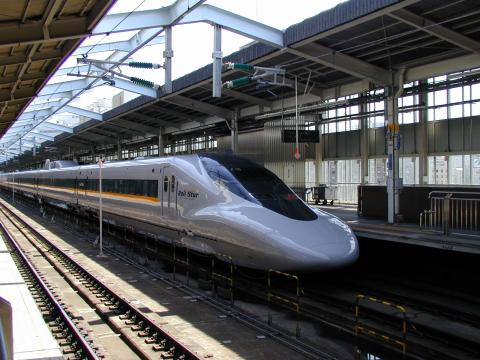
De 700 serie Hikari Rail Star”

Op 9 september 1965 werd tot de aanleg van de Sanyō Shinkansen-lijn tussen Shin-Osaka en Okayama besloten. De bouw begon op 16 maart 1967. De constructie van de lijn tussen Okayama en Hakata begon op 10 februari 1970.
De lijn tussen Shin-Osaka en Okayama werd op 15 maart 1972 geopend. De rest van de lijn volgde op 10 maart 1975. De eerste  Hikari treinen legden de afstand Osaka-Hakata af in 3 uur 44 min. Sinds 1997 duurt het traject 2 uur 17 min.
Sinds 18 maart 1993 verzorgen Nozomi  treinen een rechtstreekse Shinkansen-verbinding tussen Tokio en Hakata.

## Treinen
- 0 serie Kodama - buiten dienst gesteld
- 100 serie Kodama
- 300 serie Hikari
- 500 serie Nozomi
- 700 serie Nozomi/Hikari Rail Star/Kodama
- N700 serie Nozomi/Hikari/Kodama

## Stations
Alle stations, behalve Shin-Osaka, van de Sanyō Shinkansen-lijn zijn eigendom van en worden geëxploiteerd door JR West. Shin-Osaka wordt uitgebaat door JR Central.
| Station           | Japans | Wijk/Stad                   | Verbindingen                                                                                  |
| ----------------- | ------ | --------------------------- | --------------------------------------------------------------------------------------------- |
| Shin-Osaka        | 新大阪 | Yodogawa-ku (Osaka)         | Tōkaidō Shinkansen, JR Kioto-lijn, Midosuji-lijn (Metro van Osaka), Osaka Higashi-lijn (2012) |
| Shin-Kobe         | 新神戸 | Chūō-ku (Kobe)              | Yamate-lijn (zie Metro van Kobe)                                                              |
| Nishi-Akashi      | 西明石 | Akashi                      | Sanyō-lijn                                                                                    |
| Himeji            | 姫路   | Himeji                      | Sanyō-lijn, Bantan-lijn, Kishin-lijn, Sanyō Railway                                           |
| Aioi              | 相生   | Aioi                        | Sanyō-lijn, Ako-lijn                                                                          |
| Okayama           | 岡山   | Okayama                     | Sanyō-lijn, Uno-lijn, Tsuyama-lijn, Kibi-lijn, Okayama Railway Higashiyama-lijn               |
| Shin-Kurashiki    | 新倉敷 | Kurashiki                   | Sanyō-lijn                                                                                    |
| Fukuyama          | 福山   | Fukuyama                    | Sanyō-lijn, Fukuen-lijn                                                                       |
| Shin-Onomichi     | 新尾道 | Onomichi                    | (geen)                                                                                        |
| Mihara            | 三原   | Mihara                      | Sanyō-lijn, Kure-lijn                                                                         |
| Higashi-Hiroshima | 東広島 | Higashihiroshima            | (geen)                                                                                        |
| Hiroshima         | 広島   | Minami-ku (Hiroshima)       | Sanyō-lijn, Geibi-lijn, Kabe-lijn, Kure-lijn, Hiroshima Railway-lijn                          |
| Shin-Iwakuni      | 新岩国 | Iwakuni                     | Nishikigawa Seiryu-lijn (Misho)                                                               |
| Tokuyama          | 徳山   | Shunan                      | Sanyō-lijn, Gantoku-lijn                                                                      |
| Shin-Yamaguchi    | 新山口 | Yamaguchi                   | Sanyō-lijn, Yamaguchi-lijn, Ube-lijn                                                          |
| Asa               | 厚狭   | Sanyō-Onoda                 | Sanyō-lijn, Mine-lijn                                                                         |
| Shin-Shimonoseki  | 新下関 | Shimonoseki                 | Sanyō-lijn                                                                                    |
| Kokura            | 小倉   | Kokura Kita-ku (Kitakyushu) | Kagoshima-lijn, Nippo-lijn , Hita-Hikosan-lijn , Kitakyushu Monorail                          |
| Hakata            | 博多   | Hakata-ku (Fukuoka)         | Hakata-Minami-lijn, Kagoshima-lijn, Sasaguri-lijn, Fukuoka Subway Airport-lijn                |

Shin-Osaka · Shin-Kobe · Nishi-Akashi · Himeji · Aioi · Okayama · Shin-Kurashiki · Fukuyama · Shin-Onomichi · Mihara · Higashi-Hiroshima · Hiroshima · Shin-Iwakuni · Tokuyama · Shin-Yamaguchi · Asa · Shin-Shimonoseki · Kokura · Hakata
Shinkansen: Sanyō

Hoofdlijn: Hokuriku · Kansai · Kisei · San'in · Sanyō · Takayama · Tōkaidō

Regionaal: Akō · Bantan · Etsumi-Hoku · Fukuchiyama · Fukuen · Gantoku · Geibi · Hakubi · Hibi · Honshi-Bisan · Inbi · Jōhana · Kabe · Kakogawa · Katamachi · Kibi · Kishin · Kisuki · Kure · Kusatsu · Maizuru · Mine · Nanao · Ohama · Oito · Onoda · Sakai · Sakurai · Sanko · Tsuyama · Ube · Uno · Wakayama · Yamaguchi

Voorstadsnetwerk:  Biwako ·  Gakkentoshi (Katamachi) ·  Hanwa ·  Kansai Airport ·  Kobe ·  Kosei ·  Kioto · Nara · Osaka-ringlijn · Osaka Higashi ·  Sagano ·  Tozai ·  Yamatoji · Yumesaki